# Galium magellanicum
Galium magellanicum är en måreväxtart som beskrevs av Joseph Dalton Hooker. Galium magellanicum ingår i släktet måror, och familjen måreväxter. Inga underarter finns listade i Catalogue of Life.